# ميغيل كاباييرو
ميغيل كاباييرو (بالإسبانية: Miguel Caballero)‏ هو مصمم أزياء كولومبي، ولد في عقد 1960.